# Place Vendome (альбом)
Place Vendome — студийный альбом группы Place Vendome, вышедший 10 октября 2005 года.
Place Vendome является дебютным одноименным альбомом группы Place Vendome. Текст песен был написан Денисом Вордом при участии Дэвида Ридмана и Альфреда Коффлера.

## Список композиций
1. Cross the Line 4:56
2. I Will Be Waiting 4:56
3. Too Late 4:17
4. I Will Be Gone 5:12
5. The Setting Sun 4:48
6. Place Vendome 3:58
7. Heaven’s Door 4:06
8. Right Here 4:13
9. Magic Carpet Ride 4:01
10. Sign of the Times 5:18
11. Photograph (бонус, только в Японии) 4:41